# Орлек
Орлек (словен. Orlek) — поселення в общині Сежана, Регіон Обално-крашка, Словенія. Висота над рівнем моря: 346 м. Розташоване на кордоні з Італією.